# Mưa đỏ (phim)
Mưa đỏ (tiếng Anh: Red Rain) là một bộ phim điện ảnh Việt Nam thuộc thể loại lịch sử – chiến tranh – chính kịch ra mắt năm 2025 do Đặng Thái Huyền làm đạo diễn, được chuyển thể từ tiểu thuyết cùng tên của nhà văn Chu Lai, với phần kịch bản do chính ông chấp bút. Lấy bối cảnh trong cuộc tiến công chiến lược mùa hè năm 1972 tại Thành cổ Quảng Trị, thuộc giai đoạn chiến tranh Việt Nam (1954 – 1975), diễn ra từ ngày 28 tháng 6 đến ngày 16 tháng 9 năm 1972, phim xoay quanh cuộc chiến đấu 81 ngày đêm tại Thành cổ Quảng Trị của một tiểu đội lính trẻ, phần lớn là học sinh và sinh viên.
Mưa đỏ có buổi họp báo và giới thiệu vào ngày 23 tháng 7 tại Hà Nội và có buổi ra mắt vào ngày 18 tháng 8 tại Thành phố Hồ Chí Minh và ngày 20 tháng 8 tại Hà Nội. Tác phẩm sau đó được công chiếu chính thức trên toàn quốc vào ngày 22 tháng 8 năm 2025.

## Nội dung
Bộ phim kể về Tiểu đội 1 tại mặt trận Thành cổ Quảng Trị, trong đó có Cường, một thành viên nằm trong tiểu đội chiến đấu tại trận địa Thành cổ Quảng Trị. Anh là sinh viên tại Nhạc viện Hà Nội, nhưng đã từ bỏ cơ hội du học tại Học viện âm nhạc Tchaikovsky để lên đường nhập ngũ. Ngoài ra, anh cũng trở thành đồng đội với Tạ, Bình, Tú, Sen, Hải và Tấn. Về Tạ, anh là một người tiểu đội trưởng chân chất, thật thà và cũng là người chứng kiến nhiều đau thương mất mát nhất trong tiểu đội. Về Bình, anh là sinh viên Đại học Mỹ thuật và một họa sĩ tài năng. Về Tú, anh là một học sinh chưa đủ tuổi nhập ngũ nhưng kiên quyết viết thư bằng máu xin ra trận. Về Sen, anh là lính đặc công thiện chiến cộc cằn nhưng chất chứa nhiều tâm sự, với Hải là công nhân điện nước thông minh lì lợm gan dạ. Cuối cùng là Tấn, một sinh viên năm nhất, thành viên sống sót cuối cùng của tiểu đội 1 đại diện cho sự kỳ vọng vào một chiến thắng trong tương lai.

## Diễn viên
- Phương Nam trong vai Nông Văn Tạ

5 trong số các nhân vật chính của phim

- Lâm Thanh Nhã trong vai Nguyễn Văn Bình (Bình vẩu)
- Hoàng Long trong vai Sen
- Đỗ Nhật Hoàng trong vai Cường
- Đình Khang trong vai Phạm Văn Tú
- Nguyễn Hùng trong vai Hải
- Trần Gia Huy trong vai Tấn
- Lương Gia Huy trong vai Đỗ Nhật Hoàng
- Hiếu Nguyễn trong vai Chỉ huy Thành
- Steven Nguyễn trong vai Quang
- Minh Tuấn trong vai Thái
- Lê Hạ Anh trong vai Hồng
- Đào Lê Phương Hoa trong vai Người yêu Tú
- Hứa Vĩ Văn trong vai Bác sĩ Lê (Thiếu tá Trần Quang Lê)
- Đinh Thị Thúy Hà trong vai Mẹ Cường[4] – Thành viên đoàn Việt Nam Dân chủ Cộng hòa
- Thân Thúy Hà trong vai Mẹ Quang
- Lâm Vissay trong vai Văn (Đại tướng VNCH)
- Châu Hà Yến Nhi trong vai Nguyễn Thị Bình
- Trần Lực trong vai Nguyễn Duy Trinh
- Mai Thế Hiệp trong vai Trần Văn Lắm
- Hòa Minzy trong vai Thành viên đoàn Việt Nam Dân chủ Cộng hòa
- Nguyễn Lạc Huy (S-Channel) trong vai Thành viên đoàn Cộng hòa miền Nam Việt Nam
- Trọng Hải
- Nguyễn Thanh Vân
- Một số vai quần chúng: Hải Triều (S-Channel), Hà Pu, Phạm Vinh, David Vinh...[5]

## Sản xuất

### Phát triển
Tiểu thuyết Mưa đỏ của nhà văn Đại tá Chu Lai từng giành giải A trong khuộn khổ Giải thưởng Văn học Nghệ thuật, Báo chí về đề tài Lực lượng vũ trang và chiến tranh cách mạng 5 năm (2014-2019) của Bộ Quốc phòng và Giải A của Hội Nhà văn năm 2016. Trước khi được chuyển thể thành phim điện ảnh, tiểu thuyết này đã được dàn dựng trên sân khấu với hai hình thức là kịch nói và chèo. Kịch bản chèo chuyển cùng tên của tác giả cũng đoạt giải A của Hội Nghệ sĩ Sân khấu Việt Nam năm 2021. Theo kế hoạch, Mưa đỏ sẽ là dự án phim điện ảnh lớn nhất trong 10 năm của Hãng Điện ảnh Quân đội nhân dân. Tháng 3 năm 2024, sau 10 năm chuẩn bị, Bộ trưởng Bộ Quốc phòng Phan Văn Giang ký quyết định cho phép thực hiện dự án. Hãng đã đầu tư xây dựng phim trường rộng 50ha để tái hiện lại sát nguyên mẫu chiến trường Thành cổ Quảng Trị ngay tại địa phương.
Đoàn phim đã tiến hành khảo sát hơn 10 tỉnh, thành phố nhằm chọn ra những địa điểm quay phù hợp, trong đó có những cảnh được ghi hình tại Paris, Pháp. Một số địa phương tại Quảng Trị được chọn làm phim trường như xã Hải Lệ của phường An Đôn - thị xã Quảng Trị, xã Triệu Thượng của huyện Triệu Phong. Nghệ sĩ nhân dân Nguyễn Thanh Vân được mời làm cố vấn cho đoàn phim, Lý Thái Dũng là đạo diễn hình ảnh.

### Ghi hình
Bộ phim bắt đầu khâu ghi hình vào ngày 2 tháng 11 năm 2024 và đóng máy vào ngày 21 tháng 1 năm 2025 sau 52 ngày khởi quay trong tổng số 81 ngày trên phim trường, trùng với con số 81 ngày ở trận Thành cổ Quảng Trị. Phần hậu kỳ được hoàn thành vào tháng 7 năm 2025.

### Âm nhạc
Cao Đình Thắng là người đảm nhận vai trò soạn nhạc nền chính cho bộ phim, phối hợp cùng các giảng viên Trường Đại học Văn hóa Nghệ thuật Quân đội, với phần thể hiện của Trung tá, ca sĩ Đỗ Thị Phương Mai. Hiện tại đã có 3 ca khúc xuất hiện trong phim bao gồm "Đoàn Vệ quốc quân" của Phan Huỳnh Điểu, "Còn gì đẹp hơn" của Nguyễn Hùng và "Nỗi đau giữa hòa bình" của Hòa Minzy. Trong đó, "Còn gì đẹp hơn" và "Nỗi đau giữa hòa bình" là ca khúc chính thức của bộ phim.
| STT | Nhan đề                 | Sáng tác         | Trình bày       | Thời lượng |
| --- | ----------------------- | ---------------- | --------------- | ---------- |
| 1.  | "Còn gì đẹp hơn"        | Nguyễn Hùng      | Nguyễn Hùng     | 4:42       |
| 2.  | "Đoàn Vệ quốc quân"     | Phan Huỳnh Điểu  | Phan Huỳnh Điểu |            |
| 3.  | "Nỗi đau giữa hòa bình" | Nguyễn Văn Chung | Hòa Minzy       |            |

## Phát hành

### Quảng bá
Vào ngày 10 tháng 12 năm 2024, Đài Phát thanh – Truyền hình Hà Nội đã phát hành một bản sneak peak dài 47 giây, gồm cảnh họp bàn của ban chỉ huy của cả hai phía, lính Việt Nam Cộng hòa di tản người dân, cuối cùng là phân cảnh trạm quân ý với một bác sĩ do diễn viên Hứa Vĩ Văn thủ vai.
Ngày 28 tháng 1 năm 2025, nhân dịp Tết Nguyên Đán, trang Facebook của Hãng phim Điện ảnh Quân đội Nhân dân đăng tải video chúc năm mới của đoàn phim, qua đó tiết lộ một số nghệ sĩ có vai diễn như Hoa hậu ảnh Châu Hà Yến Nhi, đạo diễn Trần Lực, hai diễn viên Hứa Vĩ Văn và Phương Nam.
Đến gày 22 tháng 4 năm 2025, Galaxy Studio tung ra teaser trailer với một số đại cảnh và đầy đủ nhóm nhân vật chính gồm 7 thành viên của tiểu đội qua đây xác định các diễn viên chính của phim và nhân vật mẹ của Quang do Thân Thúy Hà đóng, trailer kết thúc với cánh 5 chiến sĩ còn lại của tiểu đội đang nhìn theo ánh pháo sáng chuẩn bị vào trận chiến. Sau gần 3 tháng, vào ngày 17 tháng 7, teaser trailer thứ hai cùng loạt poster của phim được công bố cùng với phát hành chính thức được ấn định vào 22 tháng 8 năm 2025. Teaser lần này mở đầu với cảnh mẹ của Cường - do Đinh Thị Thúy Hà thủ vai - tiễn người con trai vào chiến trường và kết thúc với cảnh các chiến sĩ đang cùng hát "Đoàn Vệ quốc quân" của nhạc sĩ Phan Huỳnh Điểu. Chiều cùng ngày, một sự kiện bên lề đã được Điện ảnh Quân đội nhân dân khai mạc là triển lãm ảnh “Mưa đỏ - Tri ân từ khuôn hình”. Tại đây, 40 tác phẩm chủ yếu là hình ảnh trong phim và ảnh hậu trường cũng sa bàn mô phỏng phim trường được trưng bày. Lần lượt từ ngày 11 và ngày 13 tháng 8, đơn vị sản xuất chính thức công bố áp phích và đoạn giới thiệu chính thức, cho biết thêm chi tiết về "trận địa" ngoại giao tại Hội nghị Paris năm 1972, khi hội nghị quy tụ đầy đủ bốn bên tham gia đàm phán lịch sử gồm: Việt Nam Dân chủ Cộng hòa, Chính phủ Cách mạng Lâm thời Cộng hòa miền Nam Việt Nam, Hoa Kỳ và Việt Nam Cộng hòa.

### Công chiếu
Mưa đỏ ban đầu được lên lịch khởi chiếu vào ngày 2 tháng 9 năm 2025, trùng với Ngày Quốc khánh. Tuy nhiên, vào ngày 16 tháng 7, đơn vị sản xuất chính thức điều chỉnh thời gian phát hành sớm hơn, ấn định vào ngày 22 tháng 8 năm 2025 nhằm phục vụ khán giả trước dịp Quốc khánh. Đến ngày 14 tháng 8, đơn vị sản xuất Galaxy Studio thông báo bộ phim sẽ có các suất chiếu sớm từ 18 giờ ngày 21 tháng 8 và gắn nhãn T13.

## Đón nhận

### Doanh thu
Mưa đỏ đã được mở bán vé sớm trong ngày 14 tháng 8, đồng thời thông báo về việc phim sẽ có suất chiếu sớm từ 18 giờ ngày 21 tháng 8. Tính đến trưa ngày 20 tháng 8, tác phẩm đã thu về hơn 8 tỷ đồng. Sau đó đến tối cùng ngày, phim thu về gần 11 tỷ đồng, cho thấy sức hút của phim dù cùng thời điểm phải cạnh tranh với nhiều tác phẩm quốc tế lẫn nội địa khác như Dính lẹo, Thám tử lừng danh Conan: Dư ảnh của độc nhãn, Mang mẹ đi bỏ và đặc biệt là Thanh gươm diệt quỷ: Vô hạn thành.

### Đánh giá

#### Đánh giá trong ngành
Sau các buổi ra mắt tại Hà Nội và Thành phố Hồ Chí Minh, bộ phim nhận được nhiều ý kiến khen ngợi về mọi mặt, đặc biệt là nội dung và bối cảnh. Đã có một số nghệ sĩ đã chia sẻ cảm nhận và đưa ra nhận xét về tác phẩm. Hoa hậu Hà Trúc Linh nhận định Mưa đỏ gợi lên nhiều cảm xúc sâu lắng, đồng thời được dàn dựng chân thực với phần âm nhạc giàu sức truyền tải. Theo cô, tác phẩm không chỉ tưởng nhớ sự hy sinh của thế hệ đi trước mà còn nhấn mạnh ý nghĩa của hòa bình và tự do trong hiện tại. Về phía á hậu Châu Anh, cô nhận xét bộ phim đã khắc họa rõ sự ác liệt của 81 ngày đêm ở Thành cổ Quảng Trị và tinh thần kiên cường của người lính. Sau khi xem xong, cô cũng gợi lại ký ức gia đình khi từng có người hy sinh tại đây và đồng thời liên hệ nhân vật Cường trong phim với hình ảnh những chiến sĩ năm xưa.
Nhà làm phim Bùi Thạc Chuyên cũng đã chia sẻ về việc Mưa đỏ là một tác phẩm mang lại nhiều thử thách hơn so với Địa đạo: Mặt trời trong bóng tối, bộ phim lịch sử do chính ông đạo diễn được ra mắt cùng năm. Ông cũng cho rằng khó khăn lớn nhất nằm ở việc tái hiện các trận chiến trên mặt đất, đồng thời thừa nhận về việc bản thân chưa đủ khả năng để duy trì một cuộc chiến dài nên trong tác phẩm trước chỉ dàn dựng một trận đánh ngắn.